# 함양 군자정
함양 군자정(咸陽 君子亭)은 대한민국 경상남도 함양군 서하면 봉천리에 있는 정자 건축물이다. 2005년 10월 13일 경상남도의 문화재자료 제380호로 지정되었다.

## 개요
서하면 봉전마을은 정여창 선생의 처가가 있는 마을로서 선생이 처가에 들러 유할때는 군자정이 있는 영귀대에서 유영하였다.
정선전씨 입향조인 화림재 전시서 공의 5대손인 전세걸, 세택이 일두선생을 기념하기 위해 1802년 이곳에 정자를 짓고 군자가 머무르던 곳이라 하여 군자정으로 칭하였으며 이후 몇 차례의 보수가 있었으나 내용을 알 수 없다. 군자정은 거연정으로부터 하류쪽으로 150m 정도의 거리에 위치하고 있으며 정면 3칸, 측면 2칸 규모이나 정면의 주칸을 5자, 측면의 주칸을 4자 정도로 잡아 규모는 작은 편이다.
군자정 역시 천연의 암반위에 단동으로 세운 중층 누각건물로서, 내부에는 방을 들이지 않고 모두 틔워 놓았다. 정면의 우측으로 판재로 만든 계단을 두어 누로 오르게 하였고, 4면 모두 기둥의 바깥쪽으로 약 15~18cm 정도를 연장하여 계자난간을 둘렀다. 마루는 장마루가 깔려 있는데, 이것도 원래는 우물마루였으나 후에 변형된 것으로 현재 함양군에서 원형복구를 추진 중에 있다.
천연의 평탄한 암반위에 조성하여 초석은 쓰지 않았고, 기둥은 모두 원주를 사용하였는데 누하주는 직경이 큰 재목을 틀어지거나 울퉁불퉁한 채로 대강 다듬어 사용하였다. 4면의 추녀 끝부분에는 활주를 세워 건물의 안정감을 높혔고 기둥상부에는 익공없이 직절시키고 모서리를 궁글린 보아지로 처리하였다. 창방과 처마도리 장혀 사이에는 소로를 끼워 장식하였다.
가구는 5량 구조로 대들보위에 보방향으로는 판재를, 도리방향으로는 2단의 각재로 짠 十형의 부재로 종보를 받도록 하였고 종보위에는 대공없이 종보가 바로 종도리장혀과 종도리를 받도록 하였다. 좌, 우측면에서는 충량을 보내 대들보위에 얹었는데 충량의 머리부분은 직절하였으며 단청은 올리지 않았다. 홑처마에 팔작지붕형식이다.

## 지정 사유
하천내의 자연암반 위에 조성된 정자건물로 주변의 경관과 잘 어울 리며, 건물의 입면비례가 적절하며, 조선후기 정자건축에 대한 학술적 가치가 충분히 있고 보존상태도 양호하므로 문화재자료로 지정한다.

## 참고 문헌
- 함양 군자정 - 국가유산청 국가유산포털